# Puzur-Ištar
Puzur-Ištar (𒆃𒊭𒁹𒁯, Puzur4-Eš4-tár) je bil vladar mestne države Mari v severni Mezopotamiji, ki je nastala po razpadu Akadskega kraljestva. Vladal je okoli 2050 do 2025 pr. n. št. Bil je sodobnik Tretje urske dinastije in verjetno njen vazal.
Naslavljal  se je s šakkanakku, vojaški guverner, tako kot vsi knezi iz dinastije, ki je vladala v poznem 3. in zgodnjem 2. tsočletju pr. n. št. Vladarji so bili potomci  vojaških guvernerjev, ki so jih imenovali akadski kralji.
Imel je več sinov, med njimi svoja naslednika Hitlal-Erro in Hanun-Dagana.

## Kip
Puzur-Ištarjev kip je nekoč stal v enem od svetišč v Zimri-Limovi kraljevi palači v Mariju (vladal 1775-1761 pr. n. št.), odkrili pa so ga v muzeju Nebukadnezarjeve palače v Babilonu (604-562 pr. n. št.), kamor so ga pripeljali verjetno kot  trofejo. Napis na robu vladarjevega krila omenja Puzur-Ištarja, sakkanakkuja Marija, in njegovega brata, svečenika Milago. Rogata pokrivala so bila v mezopotamski umetnosti omejena samo na podobe bogov in se na podobah kraljev v obdobju Tretje urske dinastije niso pojavljala, zato se domneva, da so imeli babilonski vojaki rogove na Puzur-Ištarjevem pokrivalu za znak božanskosti in so ga zato odpeljali domov kot simbol njihove zmage nad prebivalci Marija.

## Napisa
Napis na roki kipa se bere:
"Puzur-Ištar, knez države Mari, Milga, svečenik, njegov brat"
— Puzur-Ištarjev napis
Napis na robu oblačila se bere:
"Tura-Dagan, knez države Mari, Puzur-Ištar, knez, njegov sin, (sta) bogu  [...], gospodarju  [...], bogu [....], za njuni življenji  (darovala ta kip).  Tistemu, ki izbriše posvetilo, naj bogovi Ninni, Dagon in Enki, gospodar  [...], porušijo temelje in potomstvo, skupaj z njihovim ozemljem"
— Puzur-Ištarjev napis
- Puzur-Išhtarjev kip: napis na robu oblačila[5]

## Drug kip
Drug Puzur-Ištarjev kip je v Muzeju prednjeazijskih kultur v Berlinu.
- Glava Puzur-Ištarjevega kipa v berlinskem muzeju
- Na Puzur-Ištarjevem kipu v Berlinu je ohranjen samo začetek napisa